# Agaton Sax och Byköpings gästabud
Pour plus de détails, voir Fiche technique et Distribution.
Agaton Sax och Byköpings gästabud est un film d'animation suédois réalisé par Stig Lasseby et sorti en 1976.

## Fiche technique
- Titre original : Agaton Sax och Byköpings gästabud
- Réalisation : Stig Lasseby
- Scénario : Leif Krantz d'après le roman de Nils-Olof Franzén
- Direction artistique : Jan Gissberg
- Photographie : Eberhard Fehmers
- Son : Björn Kristoffersson, Mats Kåberg
- Montage : Rickard Krantz
- Musique : Charles Redland
- Production :
- Sociétés de production : Svensk Filmindustri, Svenska Filminstitutet, Teamfilm AS
- Sociétés de distribution :
- Pays : Suède
- Langue : suédois
- Format : couleur - 35 mm - son mono
- Durée : 77 min.
- Date de sortie : Suède : 20 novembre 1976

## Distribution (voix)
- Olof Thunberg : Agaton Sax
- Stig Grybe : Kommissarie Lispington
- Isa Quensel : Faster Tilda
- Helge Hagerman : Poliskonstapel Antonsson
- Per Sjöstrand : Julius Mosca / McSnuff
- Leif Liljeroth : Octopus Scott / Amber
- Stig Lasseby : Tänkande August / Datamaskinen
- Bert-Åke Varg : Berättarröster
- Bert-Åke Varg : Kriminella Element
- Annica Risberg : Vokalist